# Nijmeegse tram

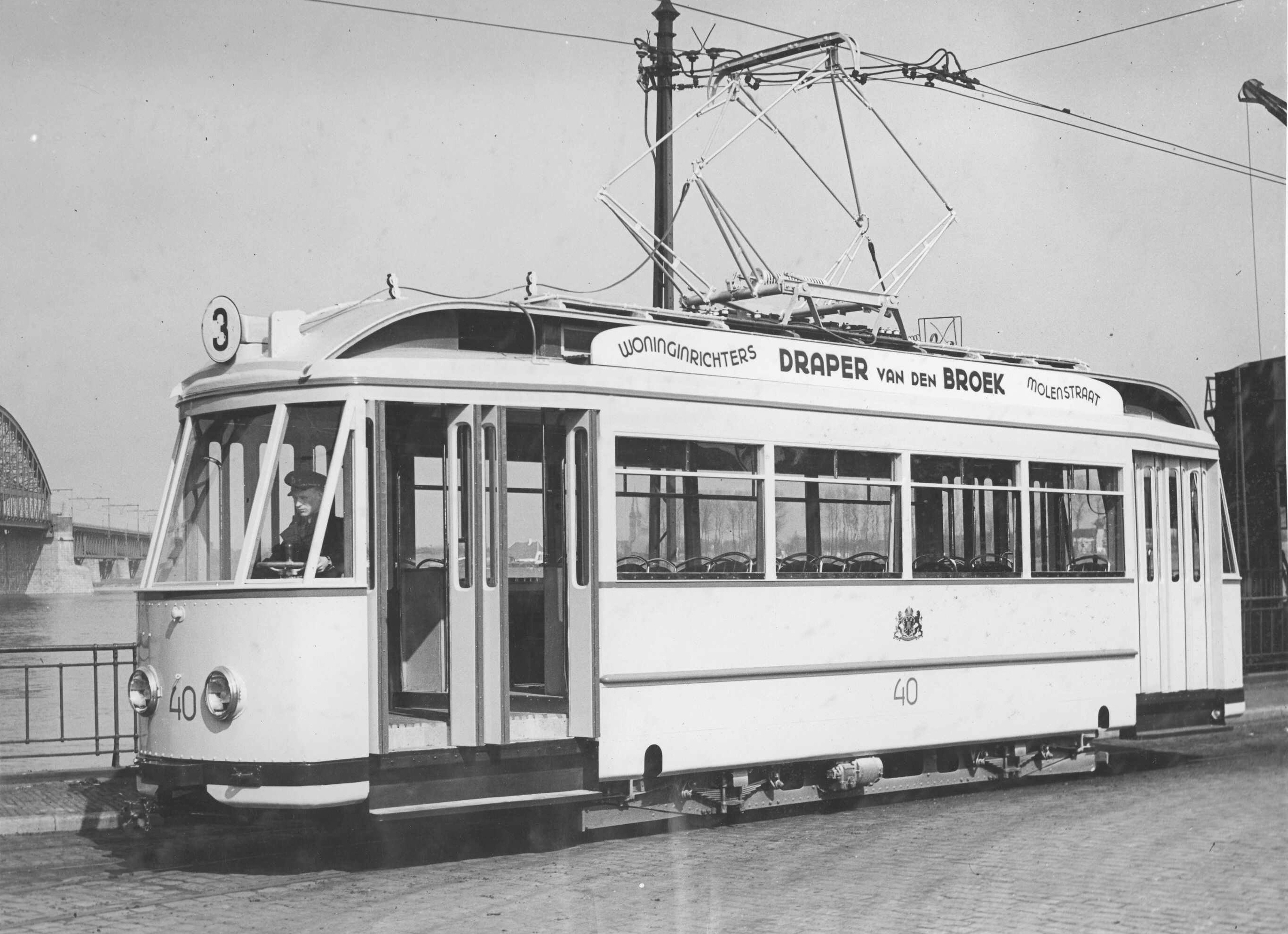
De modernste tram die Nijmegen gekend heeft was motorwagen 40, die enkele jaren voor de opheffing van het trambedrijf nog een modernisering onderging. Hier staat de tram voor de remise bij de Waal, links is nog een stukje van de spoorbrug te zien; 1953.

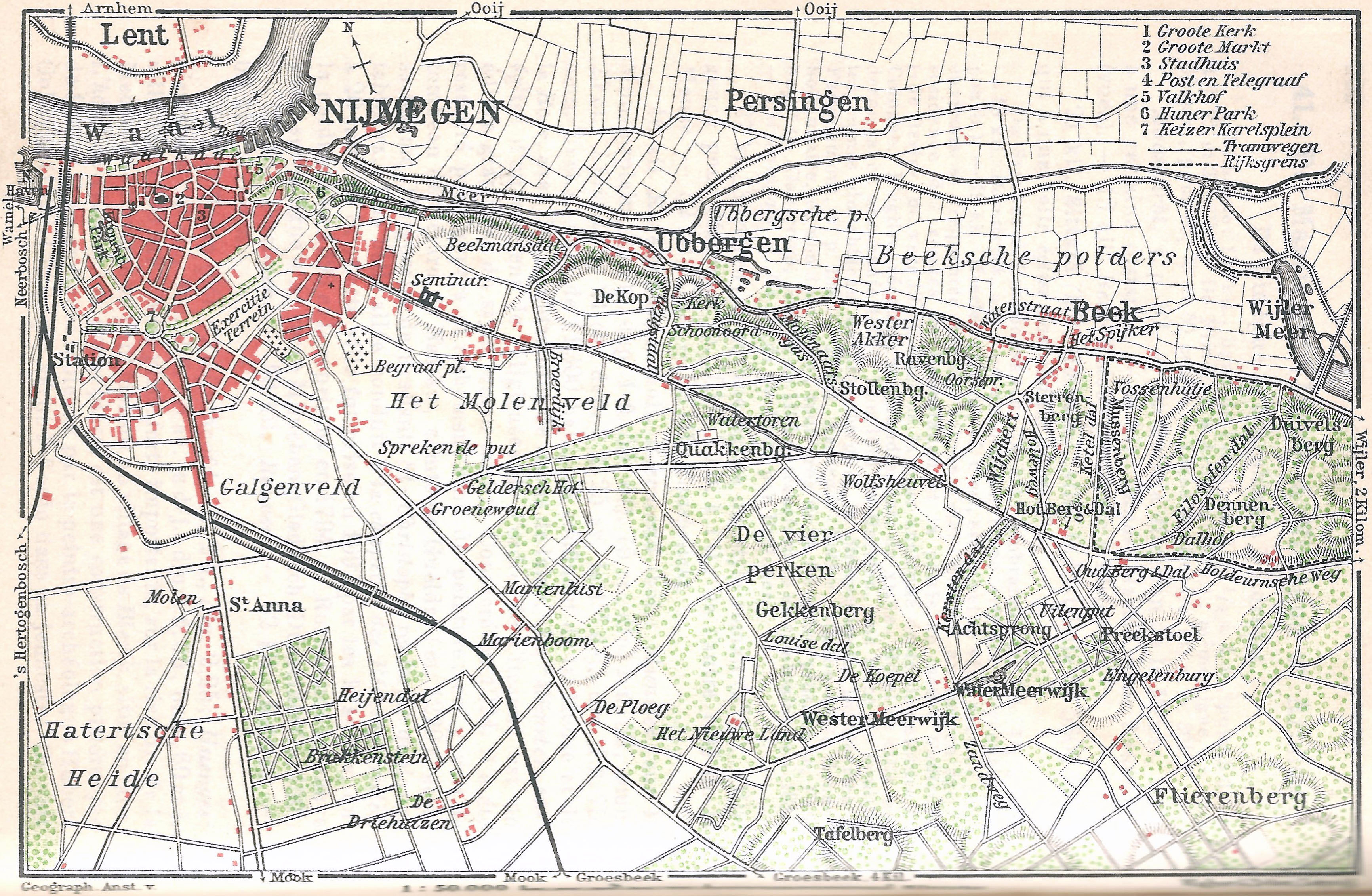
Kaart van 1905 van Nijmegen en omgeving, waarbij de tramlijnen worden getoond met eindhaltes Beek, Berg & Dal en Sint Anna.

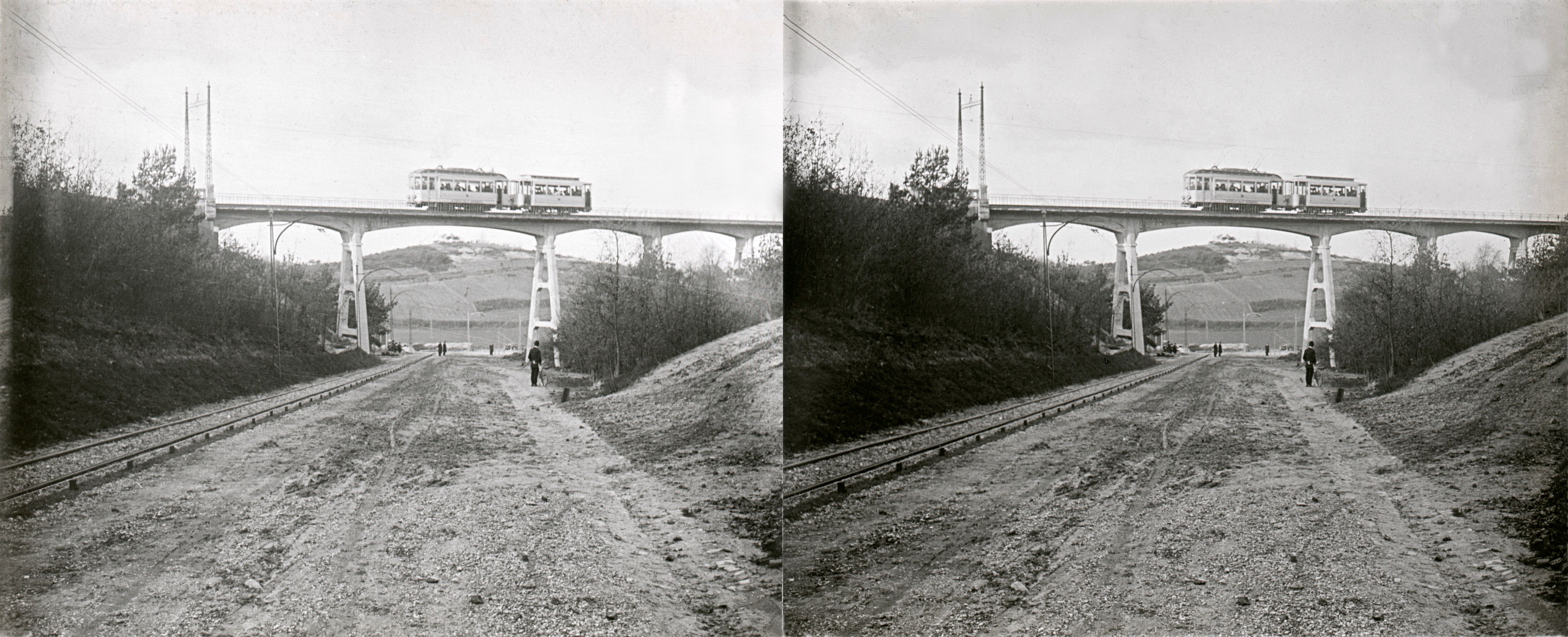
De tram naar Berg en Dal met het tramviaduct, kort na de ingebruikname; 1913.

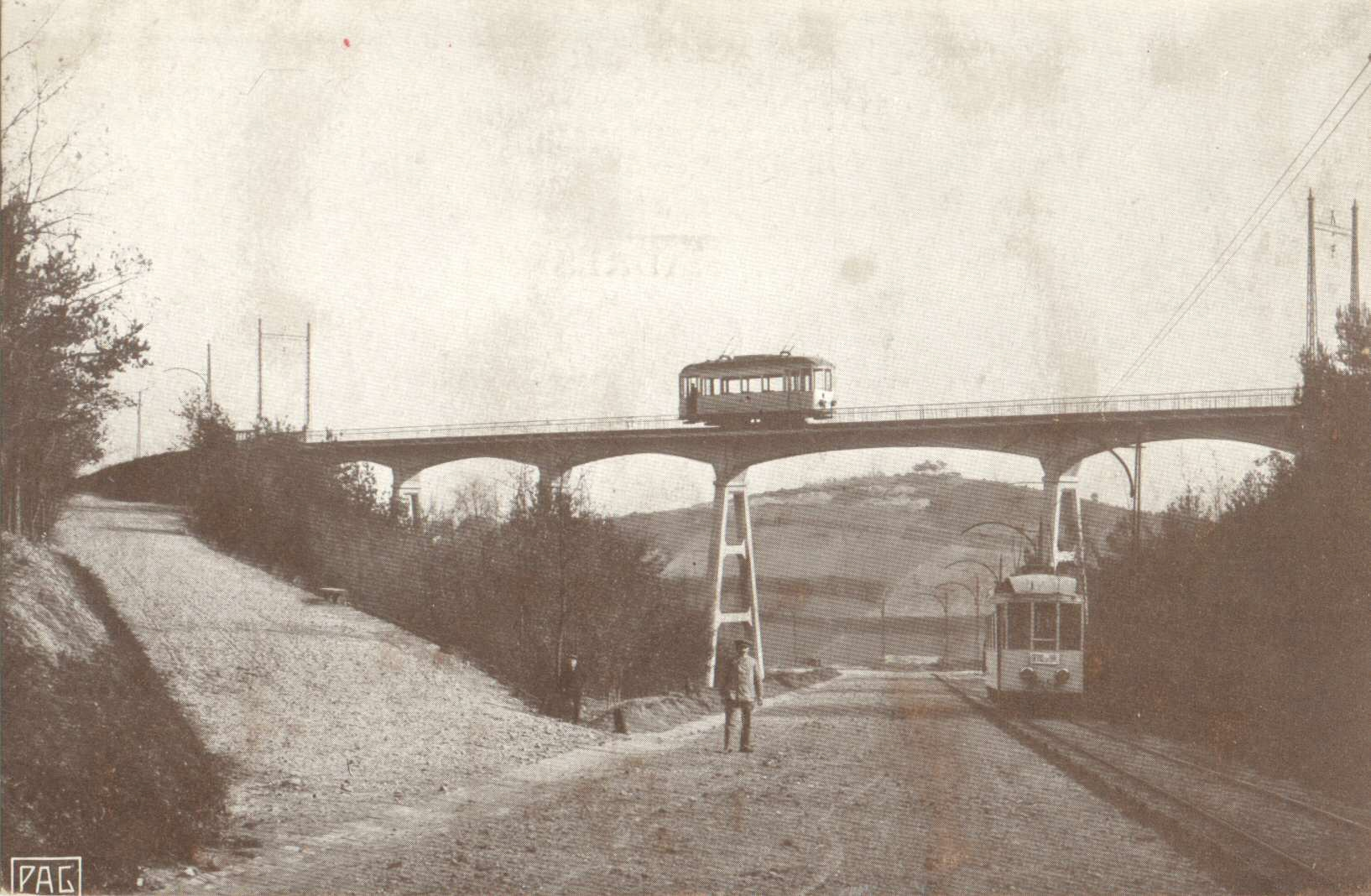
De tram naar Berg en Dal met het tramviaduct, ca. 1930.

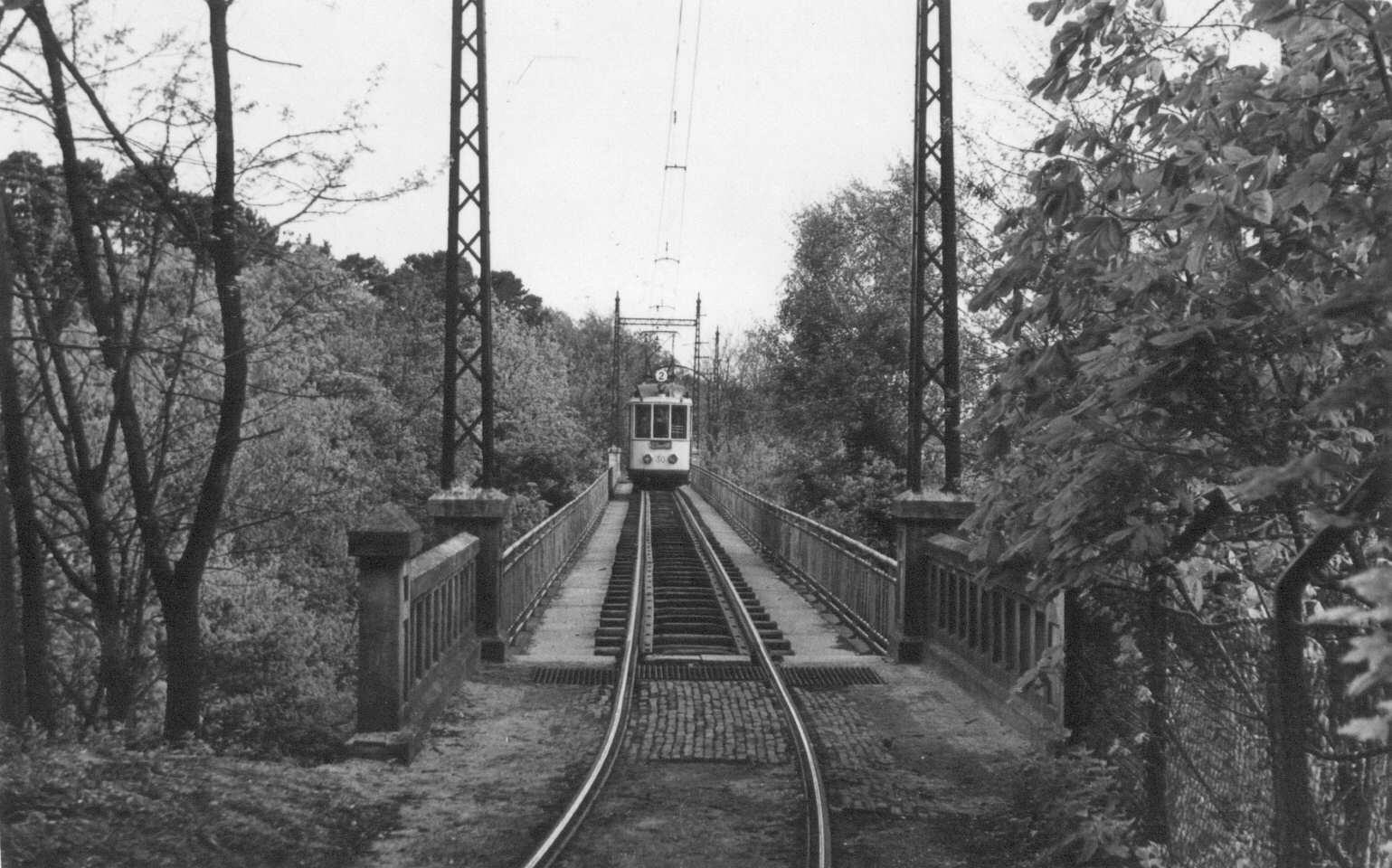
Een tram op het viaduct van het bergspoor (Nijmegen – Berg en Dal); 1950

Er reden trams in Nijmegen van 1889 tot 1955. In de 21e eeuw zijn er plannen om vervoer per tram in Nijmegen en omgeving terug te laten keren.

## Stoomtram en paardentram
Op 23 november 1888 werd de Nijmeegsche Tramweg-Maatschappij (NmTM) opgericht. Vanaf 30 juni 1889 exploiteerde deze smalsporige stoomtram- en paardentramlijnen in Nijmegen. Er waren diensten naar Neerbosch, Beek, Berg en Dal en Sint Anna met een totale lengte van 17,8 km. De tramlijnen hadden een spoorwijdte van 1067 mm (kaapspoor).
De volgende trajecten werden geopend:
- Neerbosch - Hees - Nijmegen - Ubbergen - Beek op 30 juni 1889.
- Nijmegen - Berg en Dal (hotel) op 10 mei 1891.
- Nijmegen – Sint Anna op 2 juni 1897.

Sinds 1 januari 1913 werd de lijn Nijmegen – Neerbosch voor de NmTM geëxploiteerd door de Stoomtram Maas en Waal, waarna deze maatschappij de lijn geheel overnam per 1 januari 1916, als onderdeel van de lijn Nijmegen – Wamel. 
Tussen 1913 en 1944 reed ook de tramlijn Nijmegen - Venlo van de Maas-Buurtspoorweg via Sint Anna naar station Nijmegen.
Sinds 1909 en 1941 exploiteerde de Betuwsche Stoomtramweg-Maatschappij twee lijnen (via Elst en via Bemmel en Huissen) tussen de gierpont tussen Lent en de Nijmeegse Waalkade en de Arnhemse pont bij Elden.

## Elektrische tram
De Gemeentetram Nijmegen (GTN) werd opgericht op 4 juni 1911. In 1911-1912 werd de exploitatie van de Nijmeegsche Tramweg-Maatschappij overgenomen. De gemeentetram ging rijden met elektrische trams, gekozen werd voor een uitzonderlijke bovenleidingsspanning van 800 volt.
Vanaf juni 1911 werden elektrische tramlijnen geopend:
- Lijn 1: Franckenstraat – Keizer Karelplein, in gebruik genomen op 4 juni 1911, een week later verlengd naar Sint Anna en in 1919 naar Hengstdal. Deze lijn volgde deels het tracé van de voormalige tramlijn Nijmegen - Berg en Dal en de tramlijn Nijmegen - Sint Anna.
- Lijn 2: Hunnerpark – Beek, in gebruik op 1 januari 1912, een jaar later verlengd naar Berg en Dal, waarna de rechtstreekse route via de Berg en Dalseweg en de Kleefsebaan werd opgeheven. In Beek kon vanaf 1 december 1912 tot enige jaren na de Tweede Wereldoorlog worden overgestapt op de tramlijn naar Kleef. Deze lijn volgde tussen Nijmegen en Beek grotendeels het tracé van de voormalige tramlijn Neerbosch - Beek.
- Lijn 3: Station Nijmegen – Korenbeurs – Hees, in gebruik genomen op 17 juni 1922. Deze lijn volgde tussen Nijmegen en Neerbosch grotendeels het tracé van de voormalige tramlijn Neerbosch - Beek.
- Kolentram, vanaf de Waalkade naar de voormalige gasfabriek.
- In 1943 waren er nog enige tijd versterkingsdiensten onder de lijnnummers 4 en 5 (resp. op lijn 1 en 3).

De tramlijn naar Berg en Dal werd gekenmerkt door sterke hellingen en stond daarom ook wel bekend als het Bergspoor. Hier was ook de steilste tramlijn van Nederland. Tussen Beek en het eindpunt Berg en Dal moest de tram een groot hoogteverschil overbruggen, waarbij hij een lus maakte en met een groot viaduct zichzelf kruiste. Dit in 1912 gebouwde viaduct was een der eerste gewapend betonnen constructies in Nederland.
In 1952 werd lijn 1 vervangen door een trolleybuslijn. Sneller dan verwacht, nadat er bij een wagen van lijn 3 een wiel brak, werd deze lijn op 6 juni 1955 met onmiddellijke ingang opgeheven. De laatste tramlijn, lijn 2, werd opgeheven op 21 november 1955. Daarna werden de diensten verzorgd door autobussen. Het viaduct bij Berg en Dal bleef nog staan tot 1969. Toen werd het wegens bouwvalligheid gesloopt. Van de Nijmeegse tram is verder niets bewaard gebleven aan trammaterieel.

## Museumtram
In 1987 wilde de winkeliersvereniging van de Hezelstraten een museumtram in Nijmegen. Op 29 november reed deze tram als stunt door de Burchtstraat. Hiervoor werd de motorwagen Kassel 224 geleend van het EMA uit Amsterdam. Deze tram bleef in Nijmegen en werd opgeslagen bij KNP Nijmegen. In 1988 gebruikte KNP Nijmegen de tram voor het tachtigjarig jubileum. De tram reed op 7 en 8 mei op een deel van het traject van de Stamlijn Nijmegen voor de KNP fabriek. Een poging om naar de Nieuwe Hezelpoort te rijden (het traject van de historische lijn 3 naar Neerbosch) strandde omdat op dat stuk het spoor niet aangepast was en de Kassel 224 uit het spoor liep. In 1989 werd het plan voor een museumtram in Nijmegen afgestemd door de gemeente.

## Nieuwe Tram in Nijmegen
Sinds 2007 zijn er plannen voor hernieuwd tramvervoer in Nijmegen. Er zou een lijn van station Lent, via het station van Nijmegen naar de Radboud Universiteit moeten komen. Er wordt onderzocht of een tramlijn naar Kleef haalbaar is. De plannen voor vervoer per tram bevinden zich echter nog in een vroeg stadium, zowel de financiering als de bruikbaarheid van de Waalbrug zijn onzeker.